# Die Wannseekonferenz (2022)
Die Wannseekonferenz ist ein deutscher Fernsehfilm von Matti Geschonneck aus dem Jahr 2022. Das Filmdrama entstand anlässlich des 80. Jahrestags der historischen Wannseekonferenz, die von den Nationalsozialisten am 20. Januar 1942 in einer Villa am Großen Wannsee in Berlin abgehalten wurde. Sinn und Zweck dieser Konferenz war die Besprechung der sogenannten Endlösung der Judenfrage. Von der Konferenz wurde nach Kriegsende lediglich eine einzige Protokollabschrift aufgefunden. Die Handlung des Films basiert auf dieser Ausfertigung.
Der Film war ab dem 18. Januar 2022 in der ZDF-Mediathek verfügbar. Er wurde am 24. Januar 2022 zur Hauptsendezeit erstmals im ZDF gesendet und von einer Dokumentation zum Thema begleitet.

## Handlung
Auf Einladung von Reinhard Heydrich kommen am Vormittag des 20. Januar 1942 in einer Villa am Großen Wannsee in Berlin fünfzehn hochrangige Vertreter der nationalsozialistischen Reichsregierung und der SS-Behörden zu einer „Besprechung mit anschließendem Frühstück“ zusammen.
Ausschließliches Thema dieser Besprechungsrunde, die später als Wannseekonferenz in die Geschichtsbücher eingehen wird, ist die von den Nationalsozialisten sogenannte Endlösung der Judenfrage. Die Teilnehmer besprechen dabei organisatorische Fragen und legen Zuständigkeiten fest, die den systematischen, millionenfachen Massenmord an den Juden Europas betreffen, der längst angefangen hatte.

## Produktion
Die Wannseekonferenz entstand als Koproduktion des ZDF mit der Constantin Television GmbH und wurde vom FilmFernsehFonds Bayern und dem Medienboard Berlin-Brandenburg gefördert.
Der Film folgt in seinem Ablauf und Dialogen sehr stark der ersten Verfilmung aus dem Jahr 1984; Paul Mommertz, der damalige Drehbuchautor, verfasste für die Neuverfilmung erneut das Drehbuch.
Die Dreharbeiten zum Film fanden im Zeitraum vom 3. November bis zum 18. Dezember 2020 unter dem gleichnamigen Arbeitstitel u. a. am Originalschauplatz sowie in den Studios der Berliner Union-Film in Berlin-Tempelhof statt. Unterstützt wurde das Filmprojekt von der Gedenk- und Bildungsstätte Haus der Wannsee-Konferenz, deren Räumlichkeiten sich in der historischen Villa am Berliner Wannsee befinden.
Die Kamera führte Theo Bierkens, als verantwortliche Redakteure fungierten Frank Zervos und Stefanie von Heydwolff für das ZDF. Produzenten waren Reinhold Elschot und Friederich Oetker; für den Ton zeichnete Max Meindl verantwortlich, für das Szenenbild Bernd Lepel, für das Kostümbild Esther Walz und für die Maske Franziska Knoll, Nicole Förster, Jeanne Gröllmann, Katja Schulze sowie Romy Meier. Ausführender Produzent war Oliver Berben.

## Weitere Verfilmungen
Die Wannseekonferenz wurde bereits 1984 und 2001 verfilmt. Im Gegensatz zur britischen Verfilmung aus dem Jahr 2001 folgen die deutschen Verfilmungen von 1984 und 2022 chronologisch dem Ablauf des originalen Wannseeprotokolls.

## Rezeption

### Einschaltquoten
Bei der Erstausstrahlung im ZDF erreichte Die Wannseekonferenz 5,93 Millionen Zuschauer (19,2 Prozent). Dazu kamen bis 14 Tage nach Online-Stellung in der ZDF-Mediathek annähernd 2 Millionen Abrufe, von denen 860.000 zur linearen Quote hinzuaddiert werden können, was zu einem Gesamtwert von etwa 6,8 Millionen Zuschauern führt. Die anschließende Dokumentation Die Wannseekonferenz – Die Dokumentation wurde von etwa 3,92 Millionen Zuschauern (15,8 Prozent) verfolgt.

### Kritik
Wolfgang Höbel würdigte Matti Geschonnecks Film im Spiegel in einer gemeinsamen Besprechung mit Christian Schwochows München – Im Angesicht des Krieges als „strenges, finster entschlossenes Meisterwerk“. Seine Arbeit schildere „mit eisiger Akribie ein Bürokratenmeeting mit Frühstück, das der Verabredung zum millionenfachen Mord und dessen möglichst effizienter Organisation diente“. Sie lege mit maximaler Konzentration das Prosaische und Grausame eines fast gewöhnlichen Beamtentreffens offen.
Das Lexikon des internationalen Films lobt den Film als „bedrückendes Dokumentarspiel über die eiskalten Strategen des Holocaust“, das „die nur etwas mehr als eine Stunde dauernden Ereignisse nahezu in Echtzeit, frei von inszenatorischen Schnörkeln und mit hochkarätiger Besetzung“ nachstelle.
Alexander Gorkow und Joachim Käppner preisen das Fernsehspiel in der Süddeutschen Zeitung als „ruhiges, giftreiches, fesselndes Meisterwerk“, das den Zuseher nicht mehr loslasse. Besonders gelobt wird die Ensembleleistung, das Zusammenspiel der Darsteller, Drehbuchautoren, des Kameramanns und „aller an diesem dunklen Ballett Beteiligten“.
Andreas Kilb kritisiert den Film in der FAZ, weil die darstellerische Absicht oft zu deutlich erkennbar sei: Die Schauspieler sprächen zum Teil „die Sprache der Comics“, sie spielten „mit der Fratze zum Publikum“. Eine Ausnahme bilde nur Jakob Diehl, der seinen Gestapo-Müller weitgehend „verbissen schweigend“ spiele: „Fünfzehn Männer beschließen den Völkermord, aber nur einer verrät es auf seinem Gesicht.“ Indem Geschonneck die Kulissen und die historischen Details penibel rekonstruiere, verschärfe er das „Dilemma des Geschichtsfernsehens“, das darin besteht, allzu leicht für eine authentische Geschichtsquelle gehalten zu werden.
Timo Niemeier von DWDL.de ist der Ansicht, Die Wannseekonferenz „mute den Zuschauern einiges zu“ und sei auch deshalb „ein Muss“. Der Film breche „mit etablierten Film-Mechanismen und macht den perfiden Plan der Nazis und ihre Geisteshaltung nur allzu deutlich. Wie hier der Massenmord an Millionen Menschen besprochen wird, als sei es ein ganz normales Großprojekt des Verwaltungsapparats, bei dem es nur um Einzelheiten und Kompetenzen geht, ist schlicht atemberaubend.“
Peter Kümmel würdigt den Film in der Zeit in einer ausführlichen Rezension als „großartig“ und fragt: „Der Film hat die Wirkung, dass sein Zuschauer sich die Frage stellt: Sind Umstände denkbar, unter denen ich an dieser Konferenz teilgenommen hätte?“ Man sei „so gebannt, dass man sich kein Wort entgehen lässt“; der Autor kommt zu dem Schluss: „Besser kann Fernsehen nicht sein“.

### Auszeichnungen
BCN Film Fest
- 2022: „Best Movie Award“[15]

Civis – Europas Medienpreis für Integration
- 2022: „Unterhaltung“ (Civis Video Award)[16][17]

Deutscher Fernsehpreis
- 2022: „Bester Fernsehfilm“[18]
- 2022: „Bestes Buch Fiktion“ für Paul Mommertz und Magnus Vattrodt[18]

Günter-Rohrbach-Filmpreis 2022
New York Festivals TV & Film Awards
- 2022: „Feature Films“ (Gold-Award)[21]

Prix Europa
- 2022: „Bester europäischer Spielfilm“[22]

Romy
- 2022: „Beliebtester Schauspieler Kino/TV-Film“ für Philipp Hochmair als Reinhard Heydrich[23]
- 2022: „Bester Film TV/Stream“ für Friederich Oetker und Reinhold Elschot[24]
- 2022: „Bestes Drehbuch TV/Stream“ für Magnus Vattrodt und Paul Mommertz[24]

Fernsehfilmfestival Baden-Baden
- 2022: „3sat-Publikumspreis“[25][26]

Grimme-Preis
- 2023: „Fiktion“ für Matti Geschonneck (Regie), Paul Mommertz und Magnus Vattrodt (Buch), Philipp Hochmair (Darstellung, stellvertretend für das Ensemble)[27]